# آسمیک ایس

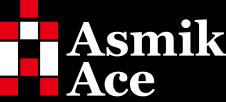
لوگوی شرکت اسمیک ایس

آسمیک ایس (انگلیسی: Asmik Ace) شرکت فیلم‌سازی ژاپنی است، که در سال ۱۹۸۵ تأسیس شد.